# Жерар Клайн
Жера́р Клайн (фр. Gérard Klein, 27 травня 1937, Нейї-сюр-Сен) — французький письменник-фантаст, літературний критик та редактор.

## Біографія
Жерар Клайн народився у 1937 році у Нейї-сюр-Сен неподалік Парижа у сім'ї банківського службовця. Під час Другої світової війни його батька призвали до французької армії, і він потрапив у полон до німців. Сім'я майбутнього письменника під час війни перебралась до Блуа. У 1946 році, після того. як батько повернувся з полону, сім'я Клайнів перебралась до Парижа. У 1947 році Жерар Клайн вступає до ліцею Ренсі, в якому він вивчав стародавні мови та філософію. Вже у 12 років Клайн розпочав складати вірші, а в 15 років писати оповідання. У віці 16 років своє перше фантастичне оповідання він послав до журналу «Fiction», проте редакція відхилила перший твір молодого автора. Наступного року Жерар Клайн познайомився із членами клубу шанувальників фантастики та письменниками-фантастами, зокрема Філіппом Кюрвалем, Мішелем Карружем та Мішелем Бюттором, під впливом яких вирішив продовжити писати фантастичні твори. Уже в 1955 році журнал «Galaxie» надрукував його фантастичне оповідання, а з наступного року письменник постійно співпрацював із журналами «Satellite» та «Fiction», в яких він публікував не лише власні твори, а й критичні статті та нариси на теми сучасної йому французької фантастичної літератури. Паралельно Клайн навчався у паризькому Інституті політичних досліджень, у якому в 1957 році отримав фах спеціаліста з політичних досліджень, а пізніше, в 1959 році, фах прикладного психолога. У 1960 році Жерара Клайна призивають до лав французької армії, і направляють до Алжиру. Там письменник бере участь у війні в Алжирі, під час якої фактично співробітничав із секретною ультраправою організацією ОАС, хоча й не був членом цієї організації. У 1962 році він повертається до Франції, та влаштовується на роботу до паризької фірми, яка займалась економічними дослідженнями. Паралельно Жерар Клайн продовжує письменницьку діяльність. У 1969 році він розпочав діяльність як редактор серії фантастичної літератури «Ailleurs et demain», пізніше він започаткував ще три серії фантастичних творів. Одночасно Клайн видає велику кількість критичних статей та передмов до фантастичних творів інших авторів, готує радіопередачі, присвячені фантастичній літературі, та організовує видання провідних закордонних фантастів французькою мовою (зокрема, Фріца Лайбера, Френка Герберта, Філіпа Діка, Дена Сіммонса). У 2021 році «Книга передмов» (Le Livre des préfaces) була опублікована у жанрі «Книга для читання» (Livre de poche), який він перетворив на «автономну форму, яку можна читати незалежно від роману, який вона представляє» (Фредерік Руссель, у Libération).

## Літературна творчість
Жерар Клайн розпочав літературну діяльність ще під час навчання в школі, проте його перше оповідання відхилив журнал наукової фантастики «Fiction». Пізніше він познайомився із письменниками-фантастами старшого покоління Філіппом Кюрвалем, Мішелем Карружем та Мішелем Бюттором, під впливом яких вирішив продовжити писати фантастичні твори. У 1955 році в журналі «Galaxie» уперше публікується фантастичне оповідання Клайна «Місце на балконі» (фр. Une place au balcon). У 1958 році під псевдонімом «Марк Старр» у співавторстві з Рішаром Шоме та Патрісом Рондаром Жерар Клайн опублікував свій перший роман «Пастки у просторі», і в цьому ж році він опублікував свій перший самостійний роман «Зоряний гамбіт», основною темою якого письменник бачить безмежні можливості людського розуму. Найбільш успішним для письменника періодом творчої діяльності були 60-ті роки, а також початок 70-х років ХХ століття, коли вийшли друком більшість романів автора, у тому числі «Хірурги планети», «Час не пахне», а також найвідоміший роман Клайна «Боги війни», написаний як роман про подорожі в часі, проте за своєю суттю є антивоєнним романом. Пізніше Клайн майже не писав нових романів, проте видав кілька збірок своїх фантастичних оповідань, а також повністю переробив свій роман «Планетний хірург», а також серію романів «Сага Аржиру» (фр. La saga d'Argyre). У 1969 році він розпочав діяльність як редактор серії фантастичної літератури «Ailleurs et demain», пізніше він започаткував ще три серії фантастичних творів — «Сузір'я», «Зоряний час» та «Образи майбутнього». Одночасно Клайн видає велику кількість критичних статей та передмов до фантастичних творів інших авторів, готує радіопередачі, присвячені фантастичній літературі. Жерар Клайн також займається допомогою молодим французьким авторам фантастичних творів та організовує видання провідних закордонних фантастів французькою мовою.

## Премії та нагороди
Жерар Клайн за свої фантастичні твори двічі отримав Велику премію уяви — в 1974 та 1987 роках. Також письменник отримав у 1976 році приз Єврокону як кращий письменник Франції, а в 1987 році він отримав премію імені Роні-старшого. Жерар Клайн є також лауреатом премії «Пілігрим», що вручається за пожиттєві заслуги у фантастичній критиці та найкращі критичні роботи на фантастичні теми. У 2018 році письменник отримав нагороду Єврокону «Гросмейстер» за багатолітній літературний внесок до жанру фантастики.

## Переклади
Твори Жерара Клайна перекладені німецькою, румунською, англійською, російською, сербською, словенською, португальською, італійською та іншими мовами.

### Романи
- 1958 — Embûches dans l'espace
- 1958 — Le gambit des etoiles
- 1960 — Chirurgien d'une planète (Le reve des forets)
- 1961 — Les voiliers du soleil
- 1963 — Le temps n'a pas d'odeur
- 1964 — Le long voyage
- 1965 — Les tueurs de temps
- 1968 — Le sceptre du hasard
- 1971 — Les seigneurs de la guerre
- 1987 — Le reve des forets